# Hanna Katz (Juristin)
Hanna Katz (geb. 23. Oktober 1895 in Berlin; gest. 27. Juli 1982 in New York City) war eine deutsche Rechtsanwältin. Sie promovierte als erste Frau an der juristischen Fakultät der Universität zu Berlin. Unter dem Nationalsozialismus blieb sie lange Zeit von dem allgemeinen Berufsverbot für jüdische Anwälte verschont und war dann  zeitweilig als einziger weiblicher „Konsulent“ (jüdische Rechtsvertreterin von Juden bzw. denen, die dies nach nationalsozialistischer Definition waren) tätig. Hanna Katz gelang es 1941 noch rechtzeitig aus Deutschland zu fliehen und sich nach einem weiteren Studium in den Vereinigten Staaten als Anwältin zu etablieren.

## Leben

### Familie und frühe Jahre
Hanna Henriette Rahel Elsa Katz war die Tochter des Berliner Rechtsanwalts und Notars, Königlich Geheimer Justizrat Dr. Edwin Katz, und seiner Ehefrau Sofie. Edwin Katz war Spezialist für gewerblichen Rechtsschutz und übte vor allem in diesem Rechtsgebiet eine ausgedehnte nationale und internationale Praxis aus. Daneben hielt er auch amtliche Ausbildungskurse für Kammergerichtsreferendare auf diesem Gebiet ab. Die Familie väterlicherseits stammte aus Preußen, der Großvater Albert Alexander Katz (1828–1880) war Königlich Preußischer Kommerzienrat und Mitglied der Oberlausitzschen Gesellschaft der Wissenschaften. Die Großmutter Juliane, geb. Levy, war im Deutsch-Französischen Krieg von 1870 bis 1871 mit dem Verdienstkreuz für Nicht-Kombattanten ausgezeichnet worden. Der Großvater mütterlicherseits war Hopfenhändler und lebte mit seiner Familie in Franken.
Bis zum 12. Lebensjahr erhielt Hanna Katz zu Hause Privatunterricht und wechselte dann bis zum Abschluss der ersten Klasse auf die Hessling’sche Höhere Mädchenschule. Im Anschluss daran bereitete sich die Schülerin wiederum privatim auf das Abitur vor, das sie zu Michaelis 1915 als Externe an der Gymnasialabteilung der Hohenzollern-Schule in Berlin-Schöneberg ablegte. Zu Beginn des Ersten Weltkrieges im Winter 1914/15 hatte die junge Frau Geld und Liebesgaben für solche Feldtruppen gesammelt, die von Haus aus keine erhielten. Das Ergebnis war eine Liebesgaben-Sendung für ein Bataillon im Anschaffungswert von 4500 Mark, die sie dem Zentraldepot für Liebesgaben für Beförderung an die Front und zur Verteilung zur Verfügung stellen konnte. Als Zeichen des Dankes erhielt sie ein Bild des Reichspräsidenten Paul von Hindenburg als Generalfeldmarschall.
Hanna Katz folgte ihrem Vater in der Berufswahl und machte später auch ein nahe verwandtes Rechtsgebiet zu ihrem Spezialgebiet.

### Studium und Promotion
Mit dem Abiturientenexamen in der Hand schrieb sie sich an der Friedrich-Wilhelms-Universität Berlin für ein Studium der Rechtswissenschaften ein, hörte daneben auch Vorlesungen in Philosophie und Nationalökonomie. Anders als die meisten Studentinnen ihrer Generation verbrachte sie ihre gesamte deutsche Schul- und Berufsausbildung vollständig in Berlin, ohne die Universität zu wechseln, wie es in diesen Zeiten üblich war. Den Professoren Rudolf Stammler und Ernst Heymann brachte sie für deren persönliche Anleitung während des Studiums große Wertschätzung entgegen. Stammler nahm Hanna Katz als seine Doktorandin an, sie verfasste eine Arbeit zu dem Thema „Lücken im Arbeitsvertrag“. Hanna Katz war im September 1921 die erste von der Juristischen Fakultät der Universität Berlin zur Ablegung des Dr. iur. zugelassene Frau, gefolgt erst 1925 von der späteren Bundesrichterin Else Koffka.
Frauen wurden erst zwischen 1900 und 1909 an den juristischen Fakultäten deutscher Universitäten zum Studium zugelassen. In der Weimarer Republik schuf 1922 das „Gesetz über die Zulassung der Frauen zu den Ämtern und Berufen in der Rechtspflege“ die Voraussetzung, beide juristische Staatsexamen abzulegen und damit zu den juristischen Berufen wie Rechtsanwältin und Richterin. Bis dahin war für Frauen der einzig mögliche Abschluss die Promotion. Dass die Juristische Fakultät der Berliner Universität erst so spät eine Frau zur Promotion zuließ, lag daran, dass die Prüfung bis 1933 wegen der hohen Anforderung an das Latein der Kandidaten als die schwierigste aller deutschsprachigen Universitäten galt. Jährlich wurden durchschnittlich nur sechs bis acht Kandidaten zugelassen. Auch Hanna Katz schrieb eine schriftliche Exegese über die Digestenstelle „Dig.23,3 und de jure dotium 73,1“, die mit „gut“ bewertet wurde. Darüber hinaus schrieb sie eine deutschrechtliche Klausur über das Magdeburger-Breslauer Recht. In Berlin war es üblich, die Doktorthese vor zwei von dem Kandidaten gewählten Opponenten verteidigen zu müssen. Der erste ihrer Opponenten war Erich Genzmer, nach dem Kriege ordentlicher Professor der Rechte an der Universität Hamburg, und der zweitgenannte Hans Dölle, nach dem Krieg ebenfalls ordentlicher Professor der Rechte an der Universität Tübingen sowie Direktor des Max-Planck-Instituts für ausländisches und internationales Privatrecht.
Die Dissertation der Doktorandin Katz erhielt das Prädikat „magna cum laude“ und wurde als Buch in der von Walter Kaskel und Friedrich Sitzler herausgegebenen Reihe „Abhandlungen zum Arbeitsrecht“ bei Julius Bensheimer in Mannheim verlegt.
Ende Juli 1925 legte Hanna Katz das Referendarexamen mit „ausreichend“ ab und war ab dem 11. August 1925 im Vorbereitungsdienst des Kammergerichtsbezirks. Bereits als Referendarin erhielt sie während eines zeitweiligen Richtermangels am Amtsgericht Neukölln gleichzeitig für die Abteilungen für Zwangsvollstreckungen in das bewegliche Vermögen und für Rechtshilfe ein bezahltes Kommissorium in Berlin. Das Assessorexamen bestand sie im ersten Versuch im April 1929 nicht, im April des folgenden Jahres bestand sie es mit der Note „ausreichend.“ Danach war Hanna Katz zunächst beim Amtsgericht Schöneberg als Hilfsrichterin tätig, um im Anschluss als Beisitzerin in einer Zivilkammer des Landgericht III in Berlin zu arbeiten.

### Tätigkeit als Rechtsanwältin
Ab August 1930 war Hanna Katz als Rechtsanwältin an allen Berliner Landesgerichten und ab September 1931 am Amtsgericht Tempelhof zugelassen. Im Unterschied zu ihrem Bruder, Albert Katz, der in die Praxis des Vaters eintrat, arbeitete sie selbständig, zeitweise hatte sie ihre Kanzlei Unter den Linden.
In den ersten sechs Monaten ihrer Zulassung war sie halbtags als wissenschaftliche Hilfskraft bei der Industrie- und Handelskammer zu Berlin in den Dezernaten gegen unlauteren Wettbewerb und Börse tätig. Im Jahr 1932 wurde die sprachbegabte Rechtsanwältin zur gerichtlichen beeidigten Dolmetscherin der englischen Sprache bestellt.
Ab dem 27. Oktober 1926 war Hanna Katz auf besonderen Wunsch des damaligen Präsidenten der International Law Association (ILA), Lord Phillimore, und des Generalsekretärs, Bellot, zur Schriftführerin des Warenzeichenausschusses der ILA in London gewählt worden. Der Ausschuss bestand nur aus ausgezeichneten Universitätsprofessoren, Rechtsanwälten und Patentanwälten sowie Kaufmännern, überwiegend aus dem englisch-sprechenden Raum. Sie nahm bis zur Machtergreifung regelmäßig an den Jahreskongressen teil, so 1932 in Oxford. In der Regel finanzierten verschiedene Interessenverbände ihre Teilnahme, so wichtig erschien der deutschen Wirtschaft die Teilnahme einer Deutschen an den Kongressen. Diese Funktion übte sie bis 1952 aus.
In der Inflation 1922/23 hatte die Familie Katz ihr gesamtes Vermögen verloren. Nach dem Tode des Vaters im Jahr 1927 unterhielt Hanna Katz ihre Mutter bis zu deren Tod im Jahr 1935.

### Nach 1933
Direkt nach Hitlers Machtübernahme am 30. Januar 1933 begann die systematische Entrechtung und Verfolgung der deutschen Juden. Durch das Gesetz über die Zulassung zur Rechtsanwaltschaft wurde jüdischen Anwälten das Recht entzogen ihren Beruf auszuüben.
Hanna Katz rettete die für ihre Berufstätigkeit seit dem 10. April 1933 erforderliche Anwaltszulassung durch ihre ehrenamtliche Tätigkeit als Schriftführerin für den Warenzeichenausschuss der International Law Association. Unterstützt von dem Reichsgerichtspräsidenten i. R. Walter Simons in seiner Eigenschaft als Vorsitzender der Deutschen Landesgruppe der ILA, wurde ihrem Gesuch auf Aufrechterhaltung der Zulassung zur Rechtsanwaltschaft stattgegeben. Dies geschah nur deshalb, weil Hanna Katz 1933 der einzige deutsche Jurist war, der ein Amt in der International Law Association bekleidete, und die Ernennung oder Wahl eines anderen deutschen Mitglieds nach ihrem bevorstehenden Rücktritt nicht zu erwarten war. Um die Wahl eines Engländers in das Amt zu verhindern, ließ der Preußische Justizminister Hanns Kerrl nach einer Anfrage bei der Rechtsabteilung des Auswärtigen Amts, dem Reichsbund Deutschnationaler Juristen und der Industrie- und Handelskammer zu Berlin, die das Gesuch der Rechtsanwältin Katz unterstützten, mitteilen, dass er von der Zurücknahme ihrer Zulassung zur Rechtsanwaltschaft absehe. Hanna Katz gelang es, geschickt ihre internationale Funktion zu ihren Gunsten im Spiel mit den nationalsozialistischen Ministerialen auszuspielen. Als 1934 der jährliche Kongress ILA im September 1934 in Budapest stattfand und man die nicht arische Rechtsanwältin ungern reisen lassen wollte, wies sie darauf hin, dass sie erstmals als Berichterstatterin auf der Tagesordnung vorgesehen sei, dass ihre Bedeutung als der einzige Deutsche, der bereits am ersten Kongresstag als Vortragender vorgesehen war, damit enorm zugenommen habe. Diesen Argumenten konnte sich keiner verschließen und Hanna Katz fuhr in der Deutschen Delegation unter Walter Simons nach Budapest.
Unter dem Schutz des Reichsbunds Deutschnationaler Juristen konnte sie bis zu dem endgültigen Entzug der Rechtsanwaltszulassung für jüdische Anwälte 1938 tätig bleiben. Bis 1935 hatte sie neben ihrer allgemeinen Anwaltspraxis eine auf dem Gebiet des Warenzeichenrechts und unlauteren Wettbewerbs mit einem Mandantenkreis im In- und Ausland. Von 1936 bis 1941 änderte sich ihr Tätigkeitsfeld, sie war nun vornehmlich mit Visa-Angelegenheiten in die Länder des Britischen Reichs und USA befasst. Damit verband sich eine devisenrechtliche Praxis. Öffentlich trat sie kaum noch vor Gerichten auf. In dem letzten Kalenderviertel 1938 machte sie einen beachtlichen Umsatz von 33.500 Reichsmark.
Auch als Dolmetscherin für die englische Sprache konnte sie bis Oktober 1938 ebenfalls weiterhin tätig bleiben. Nachdem sie von der Liste der für das Kammergericht beeidigten Dolmetscher gestrichen worden war, erklärte sich die Gesandtschaft der Südafrikanischen Union bereit, unter Abänderung ihrer Formel wegen der Richtigkeit der Übersetzungen ihre Unterschrift weiterhin zu legalisieren. Hanna Katz gehörte zu den drei, von der Gesandtschaft den Gesuchstellern ausdrücklich empfohlenen Dolmetschern. Anfang 1941 eröffnete ihr die Gestapo mündlich, dass sich die Rechtsanwältin zur Vermeidung staatspolizeilicher Maßnahmen der Ausübung der Dolmetscher-Tätigkeit zu enthalten habe; die Gestapo lehnte es jedoch ab, eine dahingehende schriftliche Anordnung zu geben.
Während all dieser Jahre hielt sie ehrenamtlich Vorlesungen über Arbeitsrecht im Freien Jüdischen Lehrhaus. Von 1935 bis 1938 war sie Associate Editor des „Bulletin of the United States Trade-Mark Association“ für die Abteilung „Deutschland“.

### Konsulentin im NS-Staat
Am 1. Dezember 1938 wurde Hanna Katz die Zulassung als Rechtsanwältin endgültig entzogen. Sie beantragte gleich darauf aufgrund der Fünften Verordnung zum Reichsbürgergesetz vom 27. September 1938 (§ 8
Zur rechtlichen Beratung und Vertretung von Juden läßt die Justizverwaltung jüdische Konsulenten zu.) ihre Zulassung als Konsulentin für jüdische Mandanten. Das Gesuch wurde vorerst vom Kammergerichtspräsidenten abgelehnt, weil dieser und der Präsident der Rechtsanwaltskammer der Ansicht waren, dass unter den vielen jüdischen Bewerbern erst einmal die Frontkämpfer oder Kriegsbeschädigten berücksichtigt werden müssten. „Eine Frau“, so der Präsident des Kammergerichts, müsse zurücktreten, „zumal sie vorübergehend ihre Kenntnisse einem zugelassenen Konsulenten als Hilfsarbeiterin zur Verfügung stellen“ könne. Auf Anweisung des Reichsjustizministeriums, bei dem der Leiter der Reichsstelle für das Auswanderungswesen, Ministerialrat Adolf Müller, deswegen vorstellig geworden war, wurde Hanna Katz im Dezember 1938 jedoch zunächst vorläufig und dann im Juni 1939 endgültig als Konsulentin zugelassen.
Das amerikanische Generalkonsulat, die britische Passstelle und die südafrikanische Gesandtschaft hatten sich über die Jahre der Mitarbeit von Hanna Katz bedient. Deren gute internationale Beziehungen, die weiterhin für die jüdische Auswanderung von Bedeutung war, sowie ihre Stellung als Schriftführerin des Warenzeichen-Ausschusses der ILA gaben den Ausschlag für die Zulassung als jüdische Konsulentin. Außer ihr waren zu diesem Zeitpunkt noch 47 andere Konsulenten in Berlin zugelassen, Hanna Katz unter ihnen die einzige Frau.

### Emigration in die USA 1941
Noch bevor die ersten Deportationen von Juden aus Deutschland begannen, zeigte Hanna Katz am 6. Juni 1941 dem Landesgerichtspräsidenten Berlin an, dass sie an diesem Tag in die Vereinigten Staaten auswandere und den Beruf als Konsulentin aufgebe.
Am 23. Juni 1941 wanderte Hanna Katz in die USA ein. Im Wintersemester 1941/42 begann sie nochmals Jura zu studieren, zuerst an der Law School der Columbia University und dann an der St. John’s University School of Law, beide in New York City. 1943 wurde sie als Studentin zum Redaktionsmitglied der St. John’s Law Review, einer juristischen Zeitschrift, gewählt. Mit der Wahl zum Redaktionsmitglied zu einer amerikanischen Rechtszeitschrift ist in der Regel ein großes Prestige verbunden. Ende des Wintersemesters 1943/44 graduierte sie von St. John als Bachelor of Laws.
Die amerikanische juristische Staatsprüfung, das „bar examination“, legte Hanna Katz mit Genehmigung des New York Court of Appeals, dem höchsten Gericht im Staate New York, noch vor ihrer amerikanischen Einbürgerung ab. Bald nach der Naturalisation am 5. September 1946 – genau fünf Jahre nach der Einwanderung – wurde sie am 16. Oktober 1946 zur Eignungsprüfung vor das „Committee on Character and Fitness“ des First Judicial Department vorgeladen und daraufhin am 19. Dezember 1947 zur Rechtsanwaltschaft im Bundesstaat New York zugelassen.

### Etablierung als Anwältin in New York
Die Berufstätigkeit in den USA begann Hanna Katz als angestellte Rechtsanwältin. Im Jahr 1946/47 war sie bei den Rechtsanwälten Klein, Alexander und Pol, 165 Broadway, Spezialisten für gewerblichen Rechtsschutz, als Hilfskraft für drei Partner im Warenzeichen- und Wettbewerbsachen. Dort entwarf sie vornehmlich Schriftsätze in vor dem amerikanischen Patentamt anhängigen Warenzeichen-, Widerspruchs- und Löschungsverfahren. 1948 wechselte Hanna Katz zu der Kanzlei Sullivan & Cromwell, 48 Wall Street; in erster Linie zur Mitarbeit an dem Prozess einer schwedischen Bank gegen den amerikanischen Staat wegen der Kriegsbeschlagnahme von Bosch, Stuttgart, in den USA. Danach wurde sie für einen anderen Prozess und schließlich mit einer Sonderaufgabe von dem damaligen Senior der Sozietät, John Foster Dulles, beschäftigt. Seitdem arbeitete sie selbständig. Schwerpunkte ihrer Praxis war ebenfalls Warenzeichenrecht, Recht gegen unlauteren Wettbewerb und Antitrustrecht. Spät in ihrem Leben arbeitete sie in einem verwandten Rechtsgebiet wie ihr verstorbener Vater.
Wohnhaft war Hanna Katz wie viele andere deutsche Emigranten im Stadtviertel Morningside Heights in New York City.
Als Nebentätigkeit erteilte sie in Vorbereitung von Sprachprüfungen zur Erlangung des „Master“ und der Doktorwürde Unterricht in der deutschen und französischen Sprache für Studenten der von ihrer Wohnung aus nahe gelegenen Columbia-Universität und des Union Theological Seminary. In dieser Eigenschaft war sie ab 1950 Gastdozentin an der Columbia University.
Im November und Dezember 1953 kam Hanna Katz für eine Gastvortragsreihe über amerikanisches und internationales Warenzeichenrecht sowie über Antitrust-Rechte wieder nach Deutschland. Sie sprach an den Universitäten von Hamburg, Heidelberg, Tübingen und Bonn sowie vor dem Deutschen Patentamt in München. Über die Vorlesungsreihe äußerte sich die Juristin und Frauenreferentin der Deutschen Diplomatischen Mission in Washington, Hanna Kiep, positiv wegen des kulturell verbindenden Effekts zwischen Deutschland und den USA.
Am 22. Oktober 1954 erfolgte die Wiederzulassung von Hanna Katz zur Rechtsanwaltschaft in Deutschland unter Befreiung von der Residenzpflicht. Ihr zustellungsbevollmächtigter Vertreter in Berlin war der Rechtsanwalt Erich Simoni. Sechs Jahre später, im Mai 1960 wurde Hanna Katz zur Rechtsanwaltschaft am Supreme Court of the United States in Washington zugelassen. Zuvor war sie schon mehrere Jahre als Rechtsanwältin an einem höchsten Gericht eines der bis dorthin 50 Bundesstaaten tätig gewesen, in ihrem Fall dem Court of Appeals im Staate New York, wie es Voraussetzung für die Zulassung zum Supreme Court war.

## Schriften
- Lücken im Arbeitsvertrage: ein Beitrag zur Lehre vom Wesen des Tarifvertrages unter Berücksichtigung der Tarifbewegung im In- und Auslande (Dissertation), Verlag J. Bensheimer, Mannheim 1922.
- Weltmarkenrechts-Ausschuss. Der International Law Association: Tätigkeitsbericht, Berlin 1927. Buchhandlung Kurt Heymann, Hamburg 1928.
- Warenzeichen und Wettbewerb, Vortrag auf dem Kongress der International Law Association in Oxford, in: Mitteilungen vom Verband Deutscher Patentanwälte, Heft 9, September 1932.

## Quelle
- Marion Röwekamp: Katz, Hanna, in: dies.: Juristinnen: Lexikon zu Leben und Werk. Deutscher Juristinnenbund, Nomos, Baden-Baden 2005, ISBN 978-3-8329-1597-1, S. 168–172